# Machilus attenuata
Machilus attenuata är en lagerväxtart som beskrevs av F.N.Wei & S.C.Tang. Machilus attenuata ingår i släktet Machilus och familjen lagerväxter. Inga underarter finns listade i Catalogue of Life.